# Terry Gathercole
Pour les articles homonymes, voir Gathercole.
Terry Gathercole est un nageur australien né le 25 novembre 1935 à Tallimba et mort le 30 mai 2001 à Canberra.

## Biographie
Terry Gathercole dispute l'épreuve du relais 4 × 100 m 4 nages composé de David Theile, Neville Hayes et Geoff Shipton  lors des Jeux olympiques d'été de 1960 à Rome et remporte la médaille d'argent.